# Oulad Daoud Zkhanine
Oulad Daoud Zkhanine (en àrab اولاد داوود زخانين, Ūlād Dāwūd Zḥānīn; en amazic ⵡⵍⴰⴷ ⴷⴰⵡⴷ ⵣⵅⴰⵏⵉⵏ) és una comuna rural de la província de Nador, a la regió de L'Oriental, al Marroc. Segons el cens de 2014 tenia una població total de 3.940 persones.